# Авария Boeing 747 в Бангкоке
Авария Boeing 747 в Бангкоке — авиационная авария, произошедшая вечером 23 сентября 1999 года. Авиалайнер Boeing 747-438 авиакомпании Qantas совершал плановый межконтинентальный рейс QF1 по маршруту Сидней—Бангкок—Лондон, но при посадке в аэропорту Бангкока выкатился за пределы взлётной полосы. Из находившихся на его борту 410 человек (391 пассажира и 19 членов экипажа) никто не погиб, но 38 человек получили ранения.
Согласно окончательному отчёту расследования, которое проводило Австралийское бюро по безопасности на транспорте (ATSB), авария произошла вследствие аквапланирования и ошибок экипажа. Лайнер после аварии получил существенные повреждения, но был успешно отремонтирован и возвращён в эксплуатацию.

## Самолёт
Boeing 747-438 (регистрационный номер VH-OJH, заводской 24806, серийный 807) был выпущен в 1990 году (первый полёт совершил 14 августа). 30 августа того же года был передан авиакомпании Qantas, в которой получил имя City of Darwin. Оснащён четырьмя турбовентиляторными двигателями Rolls-Royce RB211-524G. Центр тяжести находился в допустимых пределах. На день аварии совершил 6002 цикла «взлёт-посадка» и налетал 41 151 час.

## Экипаж
Самолётом управлял опытный экипаж, его состав был таким:
- Командир воздушного судна (КВС) — 49-летний Джон Фрид (англ. John Fried)[6][10]. Пилот-ветеран, проработал в авиакомпании Qantas 30 лет (с 1969 года). Управлял самолётом Boeing 767 (с июня 1989 года в должности КВС, а с сентября 1993 года в должности КВС-инструктора). В должности командира Boeing 747-400 — с июня 1998 года; в марте 1999 года был повышен до КВС-инструктора. Имел налёт 15 881 час, 724 из них на Boeing 747-400[10].
- Второй пилот — 36 лет, опытный пилот, в авиакомпании Qantas проработал 11 лет и 2 месяца (с июля 1988 года); до прихода в Qantas уже имел опыт работы в другой авиакомпании на должностях пилота и инструктора авиации общего назначения. Управлял самолётами Boeing 747-200 и Boeing 747-300 (в качестве бортинженера). В должности второго пилота Boeing 747-400 — с июня 1995 года (до этого управлял им в качестве сменного второго пилота). Налетал 8973 часа, 5187 из них на Boeing 747-400[11].
- Сменный второй пилот — 35 лет, опытный пилот, проходил службу в Королевских военно-воздушных силах Австралии. В должности второго пилота Boeing 747-400 — с октября 1995 года. Налетал 6685 часов, 2961 из них на Boeing 747-400[12].

В салоне самолёта работали 15 бортпроводников; также в составе экипажа был менеджер по работе с клиентами (англ. Customer service manager).

## Хронология событий
Рейс QF1 (также известный как «Kangaroo Route» («путь кенгуру»)) вылетел из Сиднея в 16:47 по местному времени, на его борту находились 19 членов экипажа и 391 пассажир. В течение всего полёта лайнером управлял второй пилот, полёт проходил в штатном режиме.
Примерно через 8 часов после вылета (около 22:30 ICT) экипаж приступил к снижению для посадки в Бангкоке. Во время захода на посадку на взлётно-посадочную полосу (ВПП) №21L погодные условия значительно ухудшились. Авиадиспетчер сообщил пилотам рейса 001 о сильном дожде и дальности видимости 4 километра, но не уведомил, что видимость продолжала падать. За 7 минут до приземления рейса 001 Airbus A330 авиакомпании Thai Airways International смог совершить штатную посадку, но через 4 минуты после этого другой Boeing 747 авиакомпании Qantas (рейс QF15 по маршруту Сидней—Бангкок—Рим) был вынужден уйти на второй круг из-за низкой видимости. Об уходе рейса 015 на второй круг пилоты рейса 001 также не были уведомлены.
Пилоты приняли решение установить закрылки 25° и после посадки использовать малый реверс в соответствии со стандартными процедурами авиакомпании Qantas, но на высоте примерно 60 метров они заметили, что попали в сильный шторм. Лайнер начал отклоняться от глиссады и прошёл порог ВПП на высоте немного выше положенной (23 метра вместо 13 метров) и на скорости ненамного выше положенной (312 км/ч вместо 285 км/ч); в целом эти значения находились в пределах допустимого. Когда лайнер находился в 3 метрах над ВПП, командир приказал второму пилоту выполнить процедуру ухода на второй круг и тот начал увеличивать тягу двигателей, но в этот момент все 4 задние стойки шасси коснулись поверхности взлётной полосы; касание произошло на 636 метров дальше зоны приземления. КВС принял решение прервать уход на второй круг, снизив тягу двигателей, но не проинформировал об этом второго пилота. В экипаже произошло недопонимание, приведшее к тому, что реверс тяги так и не был включён. Долгое время скорость самолёта не падала ниже скорости приземления (285 км/ч). Экипаж начал торможение, только когда самолёт проехал примерно половину ВПП.
Возникло аквапланирование — водяной слой на ВПП препятствовал нормальному сцеплению шасси и поверхности ВПП; это снизило эффективность торможения шасси примерно на треть по сравнению с сухой ВПП (в таких условиях без активированного реверса тяги остановить самолёт в пределах оставшейся части ВПП было невозможно). В 22:47 ICT рейс QF1 выкатился за пределы взлётной полосы №21L, врезался в антенну ILS (из-за чего разрушились передняя и правая стойки шасси) и остановился в 220 метрах после торца ВПП №21L на поле для гольфа, оставив за собой в земле глубокую борозду.
Пилоты пытались доложить диспетчеру о выкатывании, но из-за технических проблем со связью это удалось сделать только через 6 минут после остановки лайнера. Об аварии первым сообщил наземный сотрудник аэропорта. ВПП №21L была закрыта, а к самолёту были направлены аварийно-спасательные службы. Также возникли проблемы и с внутренней громкой связью. Эвакуацию пассажиров по надувным трапам удалось произвести только через 20 минут после аварии.
В результате аварии все 410 человек на борту самолёта выжили, но 38 пассажиров получили ранения — 17 сообщили о хлыстовых травмах, 13 сообщили о получении увечий во время эвакуации, ещё 3 были ранены отвалившимися верхними панелями над креслами. Пятерым раненым в ночь аварии была оказана медицинская помощь в терминале аэропорта Донмыанг, ещё 4 получили её самостоятельно позже. Все травмы были незначительные. 15 пассажиров рассказали о психологических расстройствах, связанных с аварией.
Несмотря на то, что очевидцы сообщили о возникновении на борту незначительного пожара, последующее расследование не обнаружило никаких следов возгорания.

## Расследование
Так как авария произошла на территории Таиланда, её расследование было поручено Комитету по расследованию авиационных происшествий Таиланда (AAIC). Австралия, как государство-регистратор самолёта, имела право назначить аккредитованных представителей. На следующий день группа из четырёх следователей Австралийского бюро по безопасности на транспорте (ATSB) прибыла в Бангкок вместе с сотрудниками авиакомпании Qantas и первоначально занималась осмотром салона пострадавшего самолёта и опросом свидетелей. AAIC сохранил контроль над другими аспектами расследования и попросил ATSB провести расшифровку бортовых самописцев под своим наблюдением; в октябре 1999 года 4 тайских следователя посетили центр ATSB в Канберре с этой целью. 18 ноября 1999 года AAIC делегировала проведение расследования ATSB.
В расследовании также принимали участие специалисты авиакомпании Qantas, Управления по безопасности гражданской авиации Австралии, Австралийской и международной ассоциации пилотов, Ассоциации бортпроводников Австралии, Департамента авиации Таиланда и компании «Boeing».
К июлю 2000 года завершился сбор необходимых данных и началась подготовка окончательного отчёта расследования. К середине октября работа над документом завершилась и был проведён его тщательный анализ заинтересованными сторонами. 12 февраля 2001 года отчёт был направлен для рассмотрения в AAIC, которая 2 апреля согласилась на его публикацию без внесения каких-либо изменений. Ведущий следователь ATSB прокомментировал, что это «одно из самых подробных в мире расследований происшествия с участием крупного пассажирского самолёта без смертельного исхода».
Хотя толщину слоя воды на ВПП определить не удалось, следователи пришли к выводу, что его было достаточно для возникновения аквапланирования (то есть не менее трёх миллиметров). Скопление воды произошло в результате сильного дождя, а также, возможно, из-за того, что взлётная полоса была неровной. Было установлено, что предусмотренная авиакомпанией Qantas процедура посадки с закрылками на 25° и малым реверсом не подходит для ВПП, подвергшейся воздействию осадков; более подходящей конфигурацией были закрылки 30° и максимальный реверс — это позволило бы снизить скорость захода на посадку, упростить управление самолётом с точки зрения контроля скорости и касания земли в предусмотренной зоне приземления, и обеспечить максимальное аэродинамическое сопротивление после посадки, когда эффективность тормозов шасси может быть снижена из-за аквапланирования. Как и другие пилоты Boeing 747-400 авиакомпании Qantas, экипаж рейса QF1 не был обучен надлежащим процедурами и оцениванию потенциального влияния погодных условий в аэропорту Донмыанг на тормозные характеристики данного самолёта; в частности, они оказались недостаточно осведомлены о возможности возникновения аквапланирования и о важности реверса тяги на подверженных воздействию воды ВПП.
Неполадки в работе систем внутренней и внешней связей возникли из-за повреждения оборудования подломившейся передней стойкой шасси.
Авиакомпания Qantas также выпустила отчёт, в котором обвинила в аварии ненадлежащее управление рисками, недостаточную подготовку пилотов и путаницу между их действиями.

## Последствия аварии

### Действия Qantas
Ущерб был таков, что лайнер изначально подлежал списанию, но для сохранения своей репутации авиакомпания Qantas отремонтировала его; это обошлось ей в сумму около 100 000 000 австралийских долларов (точная стоимость ремонта не была разглашена). Газета «Australian Financial Review» оценила восстановление лайнера как «крупнейший ремонт в истории австралийской авиации». Возвращение самолёта в эксплуатацию позволило авиакомпании Qantas сохранить рекорд по отсутствию происшествий с потерей самолёта с начала реактивной эры, а также оказалось более экономичным вариантом на тот момент, поскольку стоимость нового Boeing 747-400 оценивалась почти в $ 200 000 000.
Согласно газете «The Australian», Qantas выплатила каждому пассажиру рейса 001 компенсацию в размере $ 1000. В конце 2000 года перевозчик внёс различные изменения в лётную подготовку, управление возможностями экипажа и другие аспекты технологии работы пилотов. 

### Дальнейшая судьба самолёта
Boeing 747-438 борт VH-OJH был успешно отремонтирован и вернулся в эксплуатацию 12 марта 2000 года. Он продолжал эксплуатироваться авиакомпанией Qantas до сентября 2012 года, а 4 октября того же года был поставлен на хранение в аэропорту Пиналь (Аризона, США). В 2013 году был списан и разделан на металлолом.

### Номер рейса
Авиакомпания Qantas продолжает использовать номер QF1 на рейсе Сидней—Лондон, но вместо Boeing 747 его выполняет Airbus A380, а промежуточная посадка совершается не в Бангкоке, а в Сингапуре (аэропорт Чанги).

### Комментарии
1. ↑  Компания «Boeing» даёт каждой авиакомпании, покупающей её самолёты, уникальный код клиента, который указывается в номере модели. Код авиакомпании Qantas — «38», поэтому модель Boeing 747-400 именуется как Boeing 747-438[1].
2. ↑  В истории авиакомпании Qantas происходило несколько происшествий, закончившихся потерей воздушного судна, но все они произошли до широкого распространения реактивных самолётов[31]; последним таким инцидентом стала авария поршневого самолёта Lockheed L-1049 Super Constellation 25 августа 1960 года, который также выкатился за пределы ВПП[32]. Ни один реактивный лайнер из авиапарка Qantas не потерпел авиакатастрофу (происшествие с летальными исходами) или был списан из-за полученных повреждений[31]